# 平成川島橋

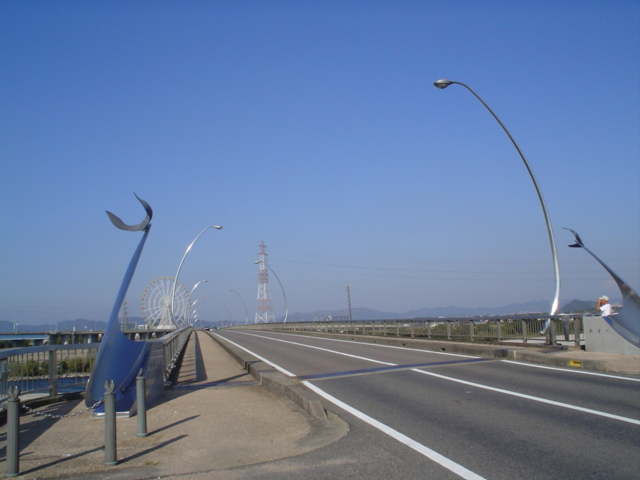
南詰から北方（河川環境楽園方面）を撮影

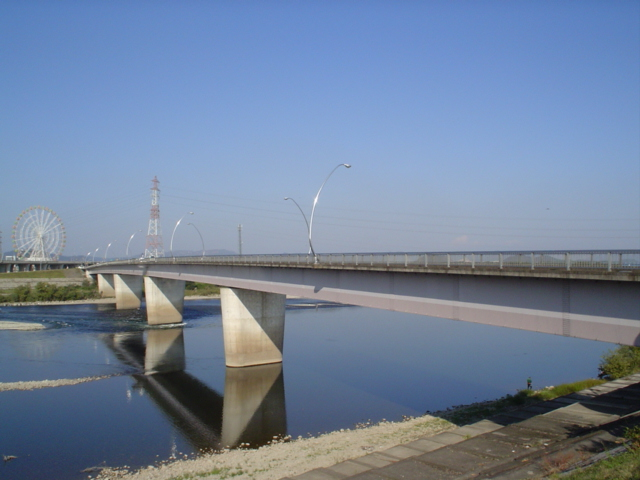
下流より撮影

平成川島橋（へいせいかわしまはし）は、岐阜県各務原市川島笠田町と、同市川島渡町の木曽川本流に架かる岐阜県道93号川島三輪線の橋梁である。
河川環境楽園、138タワーパークへのアクセス道路を担う。
東海北陸自動車道の上流約200mにある。名前の由来は、岐阜県の計画した県道の橋で、平成になって初めて建設されたからという。

## 概要
- 供用：1996年（平成8年）8月8日
- 延長：371m
- 幅員：約10m（歩道を含む）

## 追記
平成川島橋の前後には跨道橋として「渡北橋」（起点側、川島渡町）、「笠田橋」（終点側、川島笠田町）があり、平成川島橋完成前の1995年に竣工している。
橋には鴨などの川の鳥の彫刻や像がある。また、車道の両側にある歩道にはベンチ（各1箇所）が設けられ、川の景色を眺めたり、野鳥観察ができる。ベンチおよび橋台の上には野鳥の説明板も設置されている。
供用日は平成8年8月8日は、末広がりの八が3つそろうということから、縁起を担いで決められた。

## 歴史
岐阜県各務原市川島地区の他の橋には、かって渡し船（渡船）があったという歴史があるが、平成川島橋はその歴史は無い。
元々、東海北陸自動車道が当時の羽島郡川島町（現各務原市）に建設されることになった際、地元住民のために計画された。また、河川環境楽園へのアクセス道路としても位置付けられた。
座標: 北緯35度22分01.5秒 東経136度48分32.6秒 / 北緯35.367083度 東経136.809056度